# Tôn Đức Thắng

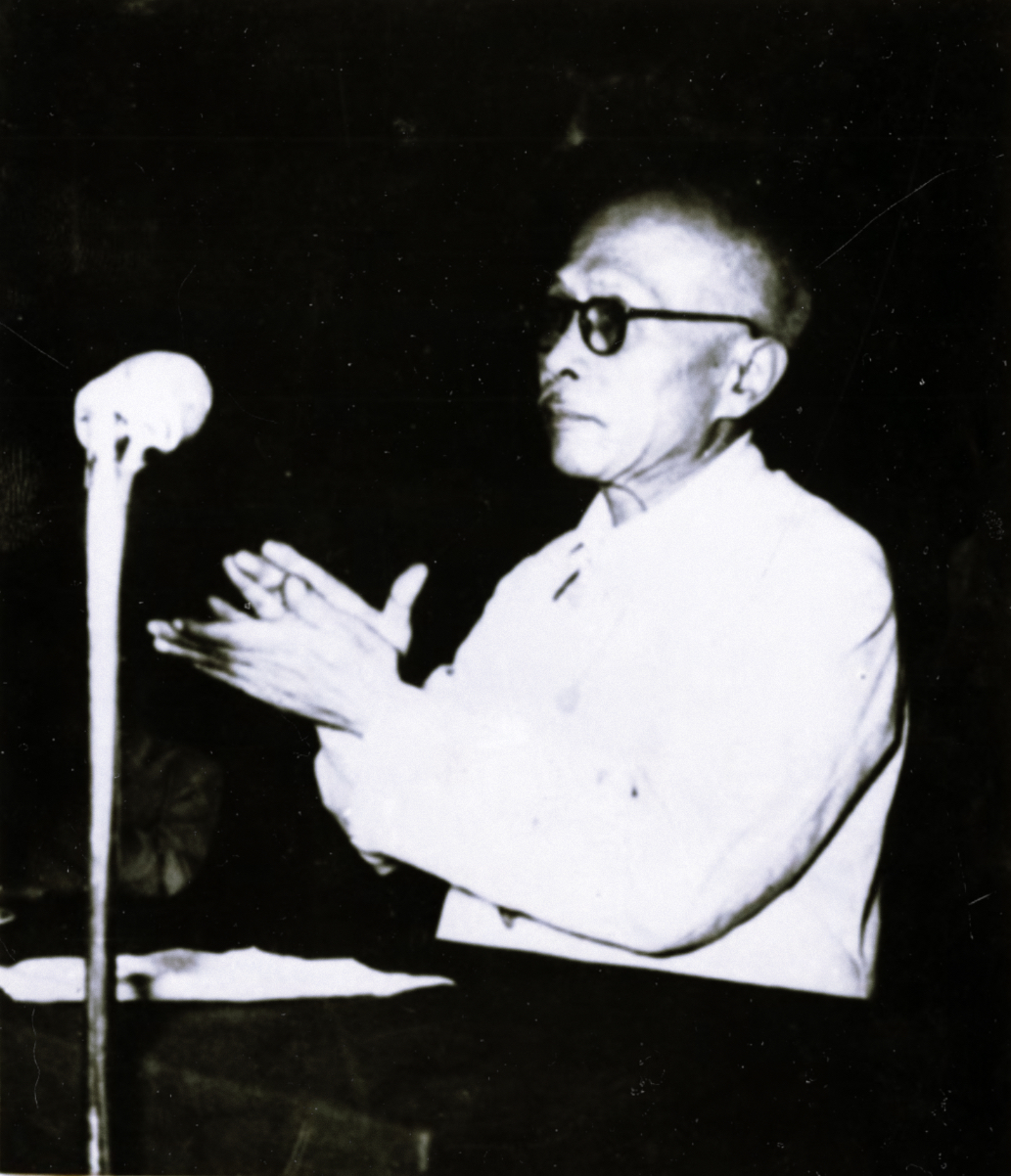
Tôn Đức Thắng, 1955

Tôn Đức Thắng (* 19. August 1888 in My Hoa Hung, Bezirk Dinh Thanh, Provinz An Giang; † 30. März 1980 in Hanoi) war ein vietnamesischer Politiker.

## Biografie
Tôn Đức Thắng engagierte sich bereits früh in der Anti-Kolonialbewegung, trat jedoch 1912 in die Französische Marine ein. Es wird behauptet, er habe 1919 auf einem französischen Schlachtkreuzer während der Einsätze gegen die sowjetischen Revolutionäre im Schwarzen Meer bei Sewastopol gedient. Dabei soll er an einem Aufstand teilgenommen haben, der zur Eroberung seines Schiffes durch die Bolschewiken führte. In späteren Versionen dieser Geschichte wird noch hinzugefügt, er sei es gewesen, der die rote Flagge der Aufständischen auf dem Schiff hisste. Alle diese Berichte sind jedoch nicht belegt – sehr wahrscheinlich handelt es sich um einen Mythos, der die revolutionäre Bewegung in Vietnam legitimieren und mit den Ursprüngen der Sowjetunion in enge Verbindung bringen sollte.
Nach seiner Entlassung aus dem Militärdienst kehrte er 1920 nach Vietnam zurück und wurde wegen seiner revolutionären Aktivitäten 1929 zu 20 Jahren Zwangsarbeit auf der Gefängnisinsel Côn Đảo (Poulo-Condore) vor der Küste Südvietnams verurteilt.
Nach der von Ho Chi Minh geführten Augustrevolution 1945, die zur Gründung der Demokratischen Republik Vietnam (Nordvietnam) am 2. September 1945 führte, wurde er aus der Haft befreit.
1951 wurde er zum Präsidenten der Vereinigung der Nationalen Volksfront (Hoi Lien Hien Quoc Dan Viet Nam (Lien Viet)) ernannt. Nach der Indochinakonferenz in Genf 1954, die zur Anerkennung der Vormachtstellung der Việt Minh in Nordvietnam führte, wurde die Lien Viet in Vaterländische Front (Mặt trận Tổ quốc Việt Nam) umbenannt, die unter seinem Vorsitz zum Dachverband der Massenorganisationen wurde. In dieser Funktion bemühte sich auch um die Vereinigung mit Südvietnam.
Darüber hinaus war er von 1950 bis 1969 Vorsitzender der Sowjetisch-Vietnamesischen Freundschaftsgesellschaft und erhielt 1956 den Internationalen Stalin-Friedenspreis für seine Verhandlungen während der Indochinakonferenz.
Zugleich war er auch zunächst Vizepräsident und dann als Nachfolger von Bùi Bằng Đoàn zwischen 1955 und 1960 Vorsitzender des Ständigen Ausschusses der Nationalversammlung (Quốc hội Việt Nam) und damit Parlamentspräsident.
1960 erfolgte seine Ernennung zum Vizepräsidenten Nordvietnams. Als solcher wurde er nach dem Tode von Ho Chi Minh am 2. September 1969 dessen Nachfolger als Präsident von Nordvietnam.
Nach der Wiedervereinigung und der Gründung der Sozialistischen Republik Vietnam am 2. Juli 1976 wurde er Präsident Vietnams und bekleidete dieses weitgehend zeremonielle Staatsamt bis zu seinem Tod.